# Oxymeris crenulata
Oxymeris crenulata é uma espécie de gastrópode do gênero Oxymeris, pertencente a família Terebridae.